# Free Internet Correspondence Games Server
 (décembre 2017).
Free Internet Correspondence Games Server (FICGS) est une organisation, une communauté de joueurs et un serveur d'échecs par correspondance international.
Il est possible d'y jouer des parties à cadence rapide ou standard, des tournois gratuits selon le niveau Elo, ainsi qu'un championnat du monde d'échecs par correspondance comprenant un tournoi à élimination directe. Le vainqueur de ces éliminatoires dispute finalement le titre au champion du monde dans un match de 12 parties.
FICGS organise également des événements spéciaux comme la coupe d'Échecs avancés (échecs freestyle), des tournois d'échecs thématiques, des tournois d'Échecs aléatoires Fischer, de Big Chess, de Go et des tournois avec des prix.

## Champions du monde FICGS
1. Xavier Pichelin (2006 - 2008)
2. Xavier Pichelin (2007 - 2009)
3. Edward Kotlyanskiy (2007 - 2010)
4. Eros Riccio (2008 - 2011)
5. Eros Riccio (2008 - 2011)
6. Eros Riccio (2009 - 2012)
7. Eros Riccio (2009 - 2012)
8. Eros Riccio (2010 - 2013)
9. Eros Riccio (2011 - 2014)
10. Eros Riccio (2012 - 2015)
11. Eros Riccio (2013 - 2015)
12. Eros Riccio (2014 - 2016)
13. Eros Riccio (2015 - 2017)
14. Eros Riccio (2016 - 2017)
15. Eros Riccio (2016 - 2018)
16. Eros Riccio (2017 - 2018)
17. Eros Riccio (2018 - 2019)

## Vainqueurs de la coupe d'échecs avancés
1. Eros Riccio 2007
2. David Evans 2010
3. Eros Riccio 2010
4. Alvin Alcala 2011
5. Alvin Alcala 2013

## Champions du monde FICGS Go
1. Svante Carl von Erichsen (2007)
2. Svante Carl von Erichsen (2009)
3. Svante Carl von Erichsen (2009)
4. Svante Carl von Erichsen (2010)
5. Svante Carl von Erichsen (2011)
6. Xiao Tong (2011)
7. Xiao Tong (2012)
8. Yen-Wei Huang (2013)
9. Yen-Wei Huang (2013)
10. Yen-Wei Huang (2014)
11. Yen-Wei Huang (2015)
12. Yen-Wei Huang (2016)
13. Yen-Wei Huang (2017)
14. Yen-Wei Huang (2018)
15. Yen-Wei Huang (2019)
16. Sergey Uzdin (2019)